# 아구스틴 카노비오
아구스틴 카노비오 그라비스(스페인어: Agustín Canobbio Graviz, 1998년 10월 1일 ~ )는 우루과이의 축구 선수로 현재 캄페오나투 브라질레이루 세리이 A의 플루미넨시 FC에서 윙어로 활동하고 있다.